# والي جاتانغ
والي جاتانغ هي بلدة ريفية موريتانية تقع في مقاطعة مقامة الواقعة في جنوب منطقة كوركول في موريتانيا.

## الموقع
تقع بلدة والي جاتانغ في مقاطعة مقامة الواقعة في جنوب منطقة كوركول في موريتانيا، وتبلغ مساحتها 75 كيلومتر مربع، ويحدها من جهة الشمال بلدية داوو، ويحدها من جهة الجنوب الشرقي بلدية ساني، ويحدها من جهة الشرق بلدية تولل، بينما يحدها من جهة الحنوب ومن جهة الغرب نهر السنغال الذي يُشكّل حدود البلدة مع السنغال.

## السكان
شهدت بلدة والي جاتانغ نموًّا سكانيًّا ملحوظًا خلال القرن الحادي والعشرين، حيث ارتفع عدد سكان البلدة من 8833 نسمة في عام 2000، إلى 12026 نسمة في عام 2013 بمُعدل نمو سنوي بلغ 2.5٪ على مدى 13 عامًا.

## التاريخ
تأسست بلدة والي جاتانغ بموجب المرسوم الصادر في 20 أكتوبر عام 1987 بشأن تأسيس البلديات الموريتانية.

## الإدارة
كان السياسي الموريتاني با مامادو مباري، الرئيس السابق لمجلس الشيوخ الموريتاني والرئيس المؤقت للجمهورية في موريتانيا، منصب عمدة بلدة والي جاتانغ منذ تأسيسها بدءًا من عام 1988 وحتى وفاته في عام 2013. ثم أصبح با لوتي رئيسًا لبلدية والي جاتانغ بدءًا من عام 2013 وحتى عام 2018، قبل أن يحل محله عمر غربال سي، والذي يشغل منصب العمدة الحالي لبدة. والي جاتانغ.

### قائمة حكام البلدة
| اسم الحاكم      | تاريخ تولي المنصب | تاريخ ترك المنصب |
| --------------- | ----------------- | ---------------- |
| با مامادو مباري | 1988              | 2013             |
| با لوتي         | 2013              | 2018             |
| عمر غربال سي    | 2018              |                  |

## الاقتصاد
تُشكل الزراعة النشاط الاقتصادي الرئيسي لسكان بلدة والي جاتانغ مثلهم في ذلك مثل سكان جميع البلدات الموريتانية الموجودة في المنطقة تقريبًا. ومع ذلك فلا يزال اقتصاد البلدة متواضعًا وهش بسبب ما يواجهه من عقبات تُعرقل محاولات تنميته، ولا سيما الظروف المناخية أو قلة الإمكانيات المتوفرة للمزارعين. وفي سبيل للتغلب على هذه المعوقات، قامت الحكومة الموريتانية بالتعاون مع المنظمات غير الحكومية المختلفة لتمويل عدد من المشاريع التي تُساعد على تحسين الظروف المعيشية لسكان البلدة.